# Bazylika św. Sylwestra i św. Marcina w Monti
Bazylika św. Sylwestra i św. Marcina w Monti (wł. Basilica dei Santi Silvestro e Martino ai Monti) – tytularna, rzymskokatolicka bazylika mniejsza w Rzymie, położona w Monti.
Świątynia ta jest kościołem parafialnym oraz kościołem tytularnym, mającym również rangę bazyliki mniejszej. Jest też kościołem stacyjnym z piątego czwartku Wielkiego Postu.

## Lokalizacja
Kościół znajduje się w I Rione Rzymu – Monti przy Via del Monte Oppio 28.

## Historia
Świątynia została założona przez papieża św. Sylwestra I na terenie darowanym przez rodzinę Equitius (stąd nazwa Titulus Equitii) w IV wieku. Na początku była to kaplica poświęcona czci wszystkich męczenników. Odbyło się tu spotkanie związane z przygotowaniem do Soboru w Nicei w 324 r.
Obecny kościół San Martino ai Monti pochodzi z epoki Karolingów, ale sala kolumnowa z III wieku, została umieszczona poniżej i przylegała później do kościoła. Spowodowało to, że niektórzy uczeni mieli trudności z zidentyfikowaniem jej z Titulus Equitii, ale według Hugo Brandenburga, jest „bardzo mało prawdopodobne, że mogła ona służyła jako miejsce kultu dla większej społeczności i jej liturgii. Przypuszczalnie pierwotnym celem tej sali było miejsca składowe do celów handlowych”.
W roku 500 kościół został odbudowany i dedykowany świętym Marcinowi z Tours oraz papieżowi Sylwestrowi I, przez papieża Symmachusa. Z tej okazji kościół został podniesiony, a pierwotna kaplica stała się podziemną.
Kościół został ponownie odbudowany przez Hadriana I w 772 roku i przez Sergiusza II w 845 roku. Struktura obecnej bazyliki pochodzi z dawnego kościoła, a wiele jego elementów zostało ponownie wykorzystanych.
Fasadę bazyliki zbudowano w 1644 roku według projektu Filippo Gagliardi, w 1650 roku została nieznacznie przebudowana przez Pietro da Cortona.
Nadzór klerycki nad bazyliką sprawuje Zakon Karmelitów (OCarm). Kościół został im przekazany w 1299 przez papieża Bonifacego VIII, a własność została potwierdzona w 1559 roku. Kościół jest miejscem spoczynku bł. Angelo Paoli, karmelity (1642-1720), który był czczony w Rzymie za jego służbę ubogim, jego beatyfikacja nastąpiła 25 kwietnia 2010 roku.
Obecnym kardynałem tytularnym (Titulus Ss. Silvestri et Martini in Montibus) bazyliki św. Sylwestra i św. Marcina ai Monti jest metropolita warszawski Kazimierz Nycz. Wśród poprzednich kardynałów tytularnych byli między innymi przyszli papieże: kard. Ambrogio Ratti oraz kard. Giovanni Battista Montini.

## Architektura
Barokowa fasada została zaprojektowana przez Pietro da Cortona w 1650 roku. Po bokach drzwi są sztukaterie przedstawiające św. Sylwestra i św. Marcina, wykonane przez Stefano Castelli w 1667 roku. Z tyłu są schody, po których jest zejście do małego dziedzińca i fasady z XVI wieku.
Bazylika ma trzy nawy, nie ma natomiast transeptu. Nawy boczne od nawy głównej oddziela po 12 antycznych kolumn z każdej strony, pochodzących prawdopodobnie z kościoła zbudowanego wcześniej w tym miejscu przez papieża Symmachusa. Drewniany sufit jest kasetonowany, zawiera przedstawienia herbów osób zaangażowanych w renowację w XVI wieku.
W ołtarzu głównym znajduje się duże tabernakulum autorstwa Francesco Belli, ma ono formę okrągłej świątyni o sześciu kolumnach z kopułą. Francesco Belli jest również autorem sześciu towarzyszących świeczników.
Obok kościoła znajdują się dwie średniowieczne wieże: Torre dei Capocci (datowana na ok. 1300 rok) i Torre dei Cerroni, Prowincja Karmelitów Trzewiczkowych, Społeczne Centrum św. Marcina i instytucja pomocy biednym.

## Kardynałowie prezbiterzy
Bazylika św. Sylwestra i św. Marcina w Monti jest jednym z kościołów tytularnych Rzymu nadawanych kardynałom-prezbiterom (Titulus Sanctorum Silvestri et Martini in Montibus).
- Felix (499)
- Laurenty (595)
- Sergiusz (817/824–844)
- Stefan (939)
- Jan (964)
- Benedykt (1036–1037)
- Jan (1044)
- Beno (przed 1073–1098/99; od 1084 w obediencji wibertyńskiej)
- Benedykt (1098?–1101)
- Divizzo (1106–1121)
- Pietro Ruffino (1123–1132?)
- Mateusz (obediencja Anakleta II, 1136)
- Mateusz (1138–1139)
- Robert Pullen (1144–1146)
- Giovanni Morrone (1152–1167, od 1159 obediencja wiktoryńska)
- Stefan (obediencja wiktoryńska 1172–1173)
- Ugo (1190–1206)
- Guala Bicchieri (1211–1227)
- Simone Paltineri (1262–1277)
- Gervais Jeancolet de Clinchamp (1281–1287)
- Benedetto Caetani (1291–1294)
- Gentile da Montefiore OFM (1300–1312)
- Vital du Four OFM (1312–1321), in commendam (1321-1327)
- Pierre des Chappes (1327–1336)
- Aymeric de Chalus (1342–1349)
- Pierre de Cros (1351–1361)
- Gilles Aycelin de Montaigu (1361–1368), komendatariusz (1368-1378)
- Filippo Carafa della Serra (1379–1389)
- Nicolas de Saint Saturnine OP (obediencja awiniońska 1379–1382)
- Faydit d'Aigreffeuille OSB (obediencja awiniońska 1383–1391)
- Bartolomeo Mezzavacca (1389–1396)
- Pedro Serra (obediencja awiniońska 1397–1404)
- Giordano Orsini (1405–1409)
- Guillaume d’Estouteville (1440–1459)
- Jean Jouffroy OSBClun (1461–1473)
- Charles de Bourbon (1477–1488)
- Andre d’Espinay (1489–1500)
- Tamás Bakócz (1500–1521)
- Jean d'Orléans-Longueville (1533)
- Philippe de la Chambre OSB (1533–1541)
- Uberto Gambara (1541–1542)
- Giovanni Vincenzo Acquaviva d’Aragona (1542–1546)
- Girolamo Verallo (1549–1553)
- Diomede Carafa (1556–1560)
- Carlo Borromeo (1560–1563 jako diakon, 1563–1564 jako prezbiter)
- Philibert Babou de la Bourdaisière (1564–1568)
- Girolamo da Corregio (1568–1570)
- Gaspar Cervantes de Gaete (1570–1572)
- Gabriele Paleotti (1572–1587)
- William Allen (1587–1594)
- Francesco Cornaro (1596–1598)
- Fernando Niño de Guevara (1599–1609)
- Domenico Rivarola (1611–1627)
- Alfonso de la Cueva-Benavides y Mendoza-Carrillo (1633–1635)
- Pietro Luigi Carafa (1645–1655)
- Federico Sforza (1656–1659)
- Volumnio Bandinelli (1660–1667)
- Giulio Spinola (1667–1684)
- Opizio Pallavicini (1689–1700)
- Marcello d’Aste (1700–1709)
- Józef Maria Tomasi, Theat. (1712–1713)
- Niccolò Caracciolo (1716–1728)
- Giovanni Antonio Guadagni OCD (1731–1750)
- Giovanni Francesco Stoppani (1754–1763)
- Francesco Saverio de Zelada (1773–1793)
- Luigi Ruffo Scilla (1802–1832)
- Ugo Pietro Spinola (1832–1858)
- Antonio Benedetto Antonucci (1858–1879)
- Pietro Francesco Meglia (1880–1883)
- Luigi Giordani (1887–1893)
- Kolos Ferenc Vaszary OSB (1893–1915)
- Giulio Tonti (1915–1918)
- Ambrogio Ratti (1921–1922)
- Eugenio Tosi OSsCA (1922–1929)
- Alfredo Ildefonso Schuster OSB (1929–1954)
- Giovanni Battista Montini (1958–1963)
- Giovanni Colombo (1965–1992)
- Armand Gaétan Razafindratandra (1994–2010)
- Kazimierz Nycz (od 2010)